# Eleonora Barbapiccola

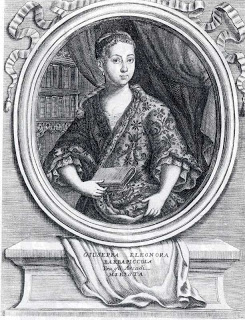
Eleonora Barbapiccola - obraz

właściwie: Giuseppa Eleonora Barbapiccola (ur. około 1702, data śmierci nieznana), włoska filozof.

## Życiorys
Mieszkała prawdopodobnie w Neapolu. Kształciła się pod wpływem Accademia Arcadia- grupy intelektualistów i artystów, którzy chcieli odnaleźć nowe kierunki rozwoju nauki. W 1722 opublikowała przetłumaczone przez siebie na język włoski Principia philosophicae (Podstawy filozofii) René Descartes’a. Był to akt dużej odwagi, ponieważ to dzieło było od 1663 umieszczone przez Kościół rzymskokatolicki na indeksie ksiąg zakazanych. W przedmowie do swojego tłumaczenia Barbapiccola wezwała władze kościelne do gruntownego zapoznania się z filozofią kartezjańską, ponieważ jej zdaniem nie zasługuje na potępienie. Krytykowała też metodę zakazywania, zamiast argumentowania i dyskusji na sporne tematy. Ta książka przyniosła jej sławę; rozpoczęła współpracę z filozofem Giambattista Vico, z którego córką Luizą zaprzyjaźniła się.